# Selbstanalyse
Selbstanalyse ist ein von Sigmund Freud (1856–1939) entwickeltes psychoanalytisches Verfahren, das allerdings Vorläufer in der Geschichte der Psychiatrie aufweist. Es wurde von ihm relativ früh – etwa zwischen 1900 und 1916 – praktiziert und bezog sich vornehmlich auf die Deutung eigener Träume sowie auf die eigene freie Assoziation. Der Begriffsanteil „Analyse“ soll auf die Absicht einer Aufdeckung unbewussten Materials beim Träumen oder die Klärung von Motiven etwa bei Phänomenen des Vergessens hinweisen. Selbstanalyse grenzt sich insofern begrifflich von Selbstbewusstsein ab.

## Bekanntes Beispiel
Ein bekanntes Beispiel der Selbstanalyse Freuds ist die Analyse des Vergessens des Namens „Signorelli“. Zahlreiche weitere Beispiele sind in Freuds Werk „Die Traumdeutung“ enthalten. Die Traumdeutung war für Sigmund Freud auch ein Mittel der Selbsterkenntnis und Selbstfindung und durch eigene Erfahrungen sozialer Ausgrenzung bestimmt.

## Anfänge
Die Anfänge der Selbstanalyse sind – was die psychiatrische Relevanz betrifft – in England zu sehen und wurden etwa von George Cheyne (1671–1743) praktiziert. Es ist auch auf Jean Jacques Rousseau (1712–1778) und sein Werk Die Bekenntnisse (1782) zu verweisen. Rousseau hat das englische Vorbild gekannt und daher 1737 auch eine „englische Reise“ nach Montpellier unternommen.

## Methoden
Zu den Methoden der Selbstanalyse gehört die Empathie im Zusammenhang mit der Selbstbeobachtung, das Beachten der Subjektivität, abstrahierende Berücksichtigung der eigenen ethnischen, kulturellen und soziologischen Rollen und Persönlichkeitsfaktoren, wie es die Ethnopsychoanalyse lehrt, sowie Verzicht auf eventuell vorhandene Illusion von Größenphantasien, wie sie durch institutionelle und gesellschaftlich geprägte Faktoren oftmals begünstigt werden. Der eher unfreiwillige Verzicht auf diese Momente wurde im Falle von Freud durch sein starkes Selbstbewusstsein kompensiert. Freud verstand trotz vielfacher gesellschaftlicher Ächtung seiner Lehre, diesem Druck standzuhalten und ihn so auszuhalten. Gerade hierdurch gelangte er zur Entdeckung des Unbewussten und der Mechanismen seiner Verdrängung.
Psychoanalytiker der Freud nachfolgenden Generationen griffen das Konzept der Selbstanalyse auf, wie unter anderem Mario Erdheim 1984 in seinem Buch Die gesellschaftliche Produktion von Unbewußtheit beschrieb. Es erreichte bis 1992 seine vierte Auflage. Die israelische Psychoanalytikerin Rivka Eifermann wandte diese Methode im Zusammenhang mit der Frage, welche Spuren der Holocaust in ihrem Seelenleben hinterlassen hatte, bei sich selbst an und empfahl ihrer deutschen Kollegenschaft, sich nicht nur, aber auch bei diesem Thema ebenfalls dieses Konzeptes zu bedienen.
Die Psychoanalytikerin Gertrude Ticho formulierte als Ziel einer psychoanalytischen Behandlung die Fähigkeit des Patienten zur Selbstanalyse.

## Relativierung der Selbstanalyse
Genauso wie sich die Selbstbeobachtung in Gegenüberstellung zur Dialogischen Introspektion befindet, steht auch die Selbstanalyse im Gegensatz zur Technik der Übertragung. Dies hat Karl Abraham (1877–1925) im Jahr 1919 herausgearbeitet.